# Pseudagrion evanidum
Pseudagrion evanidum – gatunek ważki z rodziny łątkowatych (Coenagrionidae).